# Gonodes
Gonodes là một chi bướm đêm thuộc họ Noctuidae.

## Các loài
- Gonodes albifascia Hampson, 1918
- Gonodes albifissa Druce, 1908
- Gonodes aroensis (Schaus, 1904)
- Gonodes cuneata Dyar, 1914
- Gonodes densissima Dyar, 1914
- Gonodes dianiphea Jones, 1908
- Gonodes echion Schaus, 1914
- Gonodes lilla Jones, 1914
- Gonodes liquida (Möschler, 1886)
- Gonodes netopha Schaus, 1911
- Gonodes obliqua Druce, 1909
- Gonodes pallida Jones, 1914